# Бињон ди Мен
Бињон ди Мен (фр. Bignon-du-Maine) насеље је и општина у западној Француској у региону Лоара, у департману Мајен која припада префектури Лавал.
По подацима из 2011. године у општини је живело 333 становника, а густина насељености је износила 23,3 становника/km². Општина се простире на површини од 14,29 km². Налази се на средњој надморској висини од 80 метара (максималној 114 m, а минималној 68 m).

## Демографија
| 1962. | 1968. | 1975. | 1982. | 1990. | 1999. | 2011. |
| ----- | ----- | ----- | ----- | ----- | ----- | ----- |
| 301   | 366   | 289   | 251   | 288   | 304   | 333   |

График промене броја становника у току последњих година